# Dan Toler
Dan Toler (Connersville, 23 settembre 1948 – Sarasota, 25 febbraio 2013) è stato un chitarrista statunitense noto per essere stato uno dei membri del gruppo Southern rock The Allman Brothers.

## Carriera
Ha raggiunto la fama già nei primi anni settanta, suonando nella band Dickey Betts & Great Southern, fondata da Dickey Betts. 
Nel 1978 entra a far parte degli Allman Brothers come chitarra solista, in affiancamento allo stesso Betts. Con il gruppo Southern rock incide gli album Enlightened Rogues (1979), Reach for the Sky (1980) e  Brothers of the Road (1981), e vi rimane fino al primo scioglimento nel 1982. Negli anni novanta fonda la Townsend Toler Band.
Era il fratello di David Toler, ex batterista degli Allman Brothers, con il quale ha condiviso l'esperienza di suonare in questo gruppo.

## Discografia

### Solista
- 1999 - Dan Toler Live
- 2006 - Living Dangerously